# FITS
Il FITS (dall'inglese Flexible Image Transport System ovvero: Sistema flessibile di trasporto delle immagini) è un formato di file, a standard aperto, usato per la memorizzazione, la trasmissione telematica e l'elaborazione di immagini, soprattutto in campo scientifico. È molto usato in astronomia, poiché permette di incorporare nel file varie informazioni utili, come, ad esempio, calibrazioni fotometriche o spaziali.
Lo standard, definito per la prima volta nel 1981, ha raggiunto la versione 4.0 nel 2016.
FITS Liberator è, invece, un software che gestisce lo standard FITS.

## Usi
Al di fuori dell'ambito astronomico, viene usato anche, ad esempio, dalla Biblioteca apostolica vaticana.